# Plan Maison

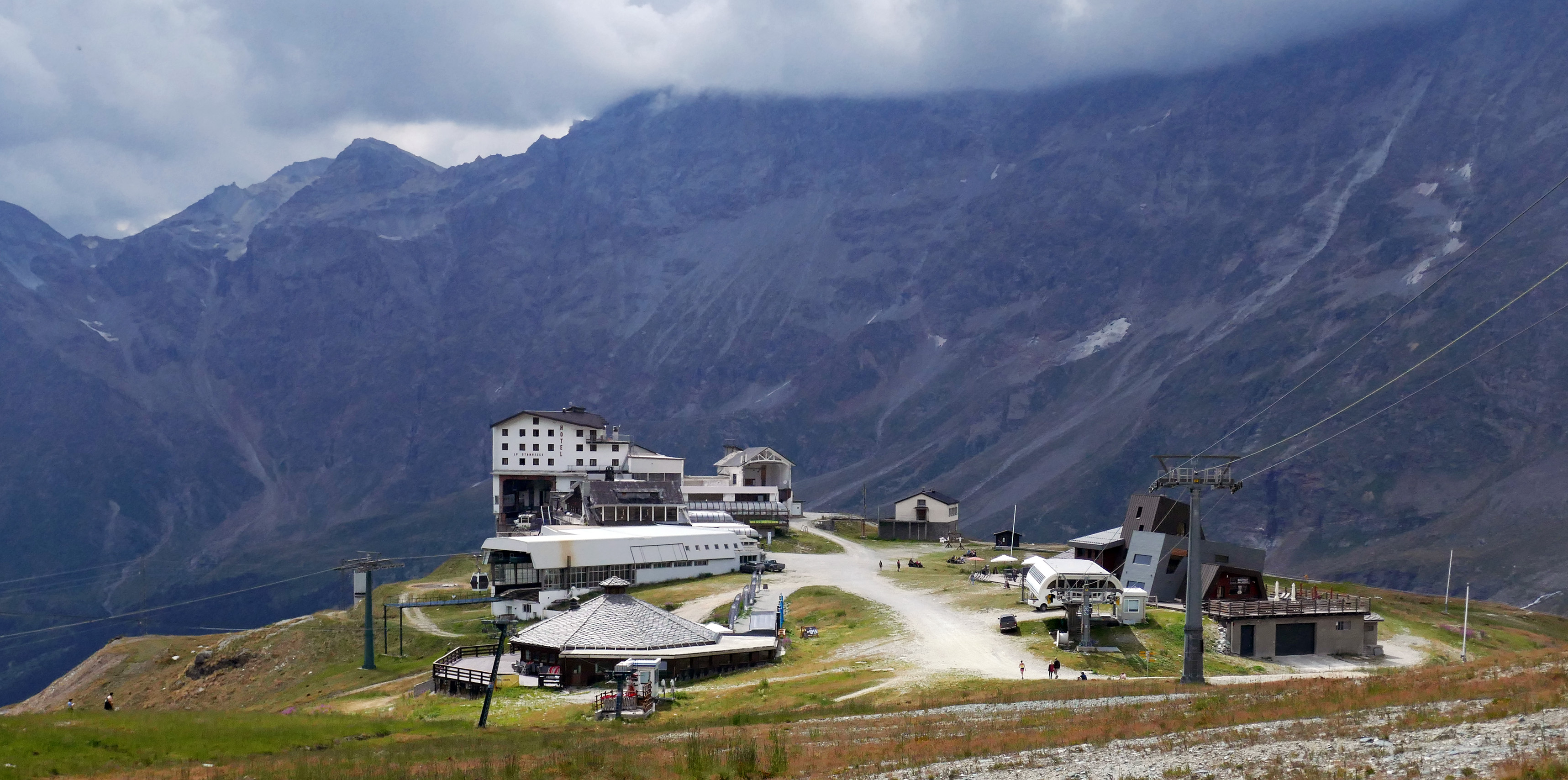
Blick zum Plan Maison

Plan Maison ist eine Seilbahnstation in den Walliser Alpen und Teil des Skigebietes von Breuil-Cervinia sowie Valtournenche. Plan Maison befindet sich auf 2561 m s.l.m. unweit vom Matterhorn und ist das zentrale Verbindungsplateau zwischen Breuil-Cervinia und dem Plateau Rosa.
Neben mehreren Seilbahn-, Sessellift- und Schleppliftstationen dient Plan Maison als Ausgangspunkt für Skischulen sowie als Startpunkt für Skitouren. Testa Grigia (frz. Tête grise) ist mit einer Pendelbahn via die Cime-Bianche-Seen (frz. Lacs des Cimes blanches) erreichbar. Seilbahnen auf das Furggen sowie via Cime Bianche zur Testa Grigia wurden inzwischen wieder eingestellt. Im Januar/Februar sind Temperaturen um −18 °C keine Seltenheit.